# 中日クラウンズ
中日クラウンズ（ちゅうにちクラウンズ、英称：The Crowns）は、1960年から日本ゴルフツアー機構（JGTO）公認の男子プロゴルフトーナメントの1つである。

## 概要
CBCテレビ（2013年までは、2014年3月31日までの認定放送持株会社移行並びに分社化前にあたるため、中部日本放送）・中日新聞社主催で毎年4月末・5月上旬の木曜から日曜にかけての4日間、愛知県愛知郡東郷町にある名古屋ゴルフ倶楽部・和合コースで開催されている。
1960年の第1回から現在も続いているトーナメントであり、民間ゴルフトーナメントの草分け的存在でもある。
本大会優勝者には、チャンピオンブレザーと王冠トロフィー、副賞としてスポンサーのトヨタ自動車よりクラウンが贈呈され、ホールインワンを達成した選手にはやはりトヨタ自動車より「トヨタホールインワン賞」として人気車が贈呈される（アマチュアの場合は車ではなく記念品）。
2024年現在、賞金総額1億1000万円、優勝賞金2200万円。また2009年に限り「JGTO中部スプリング・ダッシュ賞」が設けられ、当大会と東建ホームメイトカップの成績をポイント化し、2戦合計の最多得点者に1000万円の賞金が贈られた。なお、1984年から1998年大会までの優勝者には、その年の8月にアメリカ・オハイオ州アクロンの ファイアストーン・カントリークラブで行われる、NECワールド・シリーズ・オブ・ゴルフへの出場権が与えられていた。
かつては海外から一流選手を招聘し、ジャック・ニクラス、ゲーリー・プレーヤー、アーノルド・パーマー、デビッド・トムズ、リー・ジャンセン、ジャスティン・レナード、ジョン・デーリー、コリー・ペイビン、フレッド・カプルスなどが出場した。海外のメジャー大会、マスターズ・トーナメントからあまり日を置かずに開催されたこと、また、歴代優勝者を重んじたこと、加えて難攻不落と言われる和合コースでの開催、さらに一時期ではあるが、円建てのトーナメントとしては国内最高の賞金総額・優勝賞金を誇ったことから、「日本のマスターズ」あるいは「東洋のマスターズ」と呼ばれたこともあった。歴代の優勝者には、いずれも2度制覇したピーター・トムソン（1969、1972年）、グラハム・マーシュ（1977、1981年）、スコット・シンプソン（1984、1988年）に加え、グレグ・ノーマン、セベ・バレステロス、デービス・ラブ3世、ダレン・クラーク、ジャスティン・ローズなどが名を連ねている。とりわけラブ3世は、1998年の第39回で完全優勝を達成し、2位に大会新記録の8ストローク差をつけた。
第9回（1968年）には安田春雄と鈴村久による9ホールにわたるプレーオフ、第17回（1976年）にはデビッド・グラハムの大逆転優勝、青木功（1978－1980年）、尾崎将司（1995－1997年）の3連覇などが知られている。
第48回（2007年）はハワイ在住の日系人、タッド・フジカワが参加するなど開催前から話題を集めたが、グリーンの改修などで以前のような難度の高いコース設定に選手が苦しめられ予選通過ラインは8オーバーまで下がり、4日間通算でもアンダーパーで上がったのは優勝争いを繰り広げた宮瀬博文と谷口徹の2人だけ。この両者が通算2アンダー、278ストロークで並んだため18番ホールにてプレーオフを行い、宮瀬が初優勝を果たした。
第51回（2010年）は、前日まで首位と6打差の18位だった石川遼が、最終日に男子ツアータイ記録となる12バーディーを記録し、通算13アンダーで逆転優勝した。1ラウンド58は男子国内ツアー新記録で世界記録を達成した。
杉原輝雄は第1回大会から51年連続出場を続け、アーノルド・パーマーのマスターズ・トーナメントにおける同一大会連続50年出場を破る世界記録を達成したが、2011年の第52回大会は体調不良を理由に欠場。連続出場記録は51回でストップした。
また第52回大会では尾崎将司が64歳3ヵ月で予選を通過し、1976年の第17回大会での中村寅吉の60歳7ヵ月を上回る大会史上最年長予選通過記録を更新した。
2020年は新型コロナの緊急事態宣言発令により中止。2021年は第61回として扱うが、「新型コロナの感染拡大の状況が不透明な状況である」として無観客試合として行い、また賞金総額も1億円（優勝賞金2000万円）に減額して開催する予定だったが、4月29日の第1日が雨のため中止となったため54ホールに短縮。さらに賞金ランキング加算額も75%に減額された。

## 備考
本大会が1966年に現在の『中日クラウンズ』という名称となる際には、その当時にトヨタ自動車販売の常務であった加藤誠之（のちに同社社長・会長を経てトヨタ自動車相談役）の長男が電通の社員であり、加藤の長男が本大会を『中日クラウンズ』と改めてトヨタグループにスポンサードを依頼して開催しようと考えて父に伝えたが、その父がこれを渋った。このため加藤の長男はトヨタグループのスポンサードを諦めて本田技研工業にスポンサーを鞍替えして大会名を『中日本田ゴルフ大会』とすることを決めて父に伝えたところ、その父から『賞金800万でスポンサーになる』と伝えられ、トヨタグループがスポンサーになることとなったという逸話が残る。ちなみに1966年『中日クラウンズ』開催がきっかけとなって乗用車『トヨタ・クラウン』が売れることとなったという。
愛知県では10月に「東海クラシック」が行なわれるが、同一年の「中日クラウンズ」と「東海クラシック」を両方優勝した選手は、未だに一人もいない。

## 歴代優勝者
| 回数   | 開催期間               | 優勝者名                   | スコア      |
| ------ | ---------------------- | -------------------------- | ----------- |
| 第1回  | 1960年6月1日～2日      | 中村寅吉                   | -3（277）   |
| 第2回  | 1961年5月8日～9日      | 石井朝夫                   | EVEN（280） |
| 第3回  | 1962年4月26日～27日    | 橘田規                     | ＋3（299）  |
| 第4回  | 1963年4月25日～26日    | 細石憲二                   | +2（290）   |
| 第5回  | 1964年4月23日～24日    | 杉原輝雄                   | +6（294）   |
| 第6回  | 1965年4月27日～28日    | 橘田規                     | -5（291）   |
| 第7回  | 1966年4月27日～29日    | 内田繁                     | -6（274）   |
| 第8回  | 1967年4月26日～29日    | 謝永郁                     | -7（273）   |
| 第9回  | 1968年\|4月26日～29日  | 安田春雄                   | -2（278）   |
| 第10回 | 1969年4月26日～29日    | ピーター・トムソン         | -6（274）   |
| 第11回 | 1970年4月26日～29日    | 安田春雄                   | -12（268）  |
| 第12回 | 1971年4月26日～29日    | 呂良煥                     | -6（274）   |
| 第13回 | 1972年4月26日～29日    | ピーター・トムソン         | -14（266）  |
| 第14回 | 1973年4月26日～29日    | 青木功                     | -10 (270)   |
| 第15回 | 1974年4月26日～29日    | 村上隆                     | -8 (272)    |
| 第16回 | 1975年4月26日～29日    | 青木功                     | -8 (272)    |
| 第17回 | 1976年4月29日～5月2日  | デビッド・グラハム         | -4 (276)    |
| 第18回 | 1977年4月28日～5月1日  | グラハム・マーシュ         | EVEN (280)  |
| 第19回 | 1978年4月27日～30日    | 青木功                     | -10 (270)   |
| 第20回 | 1979年4月19日～22日    | 青木功                     | -1 (279)    |
| 第21回 | 1980年5月1日～4日      | 青木功                     | EVEN (280)  |
| 第22回 | 1981年4月30日～5月3日  | グラハム・マーシュ         | -3 (277)    |
| 第23回 | 1982年4月29日～5月2日  | ゲーリー・ホルバーグ       | -8 (272)    |
| 第24回 | 1983年4月28日～5月1日  | 陳志明                     | EVEN (280)  |
| 第25回 | 1984年4月26日～29日    | スコット・シンプソン       | -5 (275)    |
| 第26回 | 1985年4月25日～28日    | 海老原清治                 | -4 (276)    |
| 第27回 | 1986年5月1日～4日      | デビッド・イシイ           | -6 (274)    |
| 第28回 | 1987年4月30日～5月3日  | 尾崎将司                   | -12 (268)   |
| 第29回 | 1988年4月28日～5月1日  | スコット・シンプソン       | -2 (278)    |
| 第30回 | 1989年4月27日～30日    | グレグ・ノーマン           | -8 (272)    |
| 第31回 | 1990年4月19日～22日    | 須貝昇                     | -4 (276)    |
| 第32回 | 1991年5月2日～5日      | セベ・バレステロス         | -5 (275)    |
| 第33回 | 1992年4月30日～5月3日  | 尾崎将司                   | -10 (270)   |
| 第34回 | 1993年4月29日～5月2日  | ピーター・シニア           | -10 (270)   |
| 第35回 | 1994年4月28日～5月1日  | ロジャー・マッカイ         | -11 (269)   |
| 第36回 | 1995年4月27日～30日    | 尾崎将司                   | -20 (260)   |
| 第37回 | 1996年4月25日～28日    | 尾崎将司                   | -12 (268)   |
| 第38回 | 1997年5月1日～4日      | 尾崎将司                   | -13 (267)   |
| 第39回 | 1998年4月30日～5月3日  | デービス・ラブ3世          | -11 (269)   |
| 第40回 | 1999年4月29日～5月2日  | 今野康晴                   | -9 (271)    |
| 第41回 | 2000年4月27日～30日    | 田中秀道                   | -8 (272)    |
| 第42回 | 2001年4月26日～29日    | ダレン・クラーク           | -13 (267)   |
| 第43回 | 2002年5月2日～5日      | ジャスティン・ローズ       | -14 (266)   |
| 第44回 | 2003年5月1日～4日      | 星野英正                   | -10 (270)   |
| 第45回 | 2004年4月29日～5月2日  | 片山晋呉                   | -16 (264)   |
| 第46回 | 2005年4月28日～5月1日  | 尾崎直道                   | -11 (269)   |
| 第47回 | 2006年4月27日～30日    | 片山晋呉                   | -18 (262)   |
| 第48回 | 2007年4月26日～29日    | 宮瀬博文                   | -2 (278)    |
| 第49回 | 2008年5月1日～4日      | 近藤智弘                   | -9 (271)    |
| 第50回 | 2009年4月30日～5月3日  | 平塚哲二                   | -17 (263)   |
| 第51回 | 2010年4月29日～5月2日  | 石川遼                     | -13 (267)   |
| 第52回 | 2011年4月28日～5月1日  | ブレンダン・ジョーンズ     | -9 (271)    |
| 第53回 | 2012年4月26日～29日    | I・J・ジャン               | -8 (272)    |
| 第54回 | 2013年5月2日～5日      | 松村道央                   | -2 (278)    |
| 第55回 | 2014年5月1日～4日      | 金亨成（キム・ヒョンソン） | -11 (269)   |
| 第56回 | 2015年4月30日～5月3日  | I・J・ジャン               | -10 (270)   |
| 第57回 | 2016年4月28日～5月1日  | 金庚泰                     | -10 (270)   |
| 第58回 | 2017年4月27日～30日    | 宮里優作                   | -13 (267)   |
| 第59回 | 2018年4月26日～29日    | Y・E・ヤン                 | -12 (268)   |
| 第60回 | 2019年5月2日～5日      | 宮本勝昌                   | -9（271）   |
| 第61回 | 2021年4月29日～5月2日  | 岩田寛                     | -12（198）  |
| 第62回 | 2022年4月28日～5月1日  | 稲森佑貴                   | -16（264）  |
| 第63回 | 2023年4月27日～4月30日 | 岩田寛                     | -15（265）  |
| 第64回 | 2024年5月2日～5月5日   | 米澤蓮                     | ｰ13（267）  |
| 第65回 | 2025年5月1日～5月4日   | 浅地洋佑                   | ｰ7（273）   |

## テレビ放送
- 2024年の64回大会は、予選ラウンドの2日間をCBCテレビでのローカル放送に加え、公式ウェブサイト内およびLocipo、スポーツナビでライブ配信。[注釈 46]決勝ラウンドの2日間は、前半戦を前述の公式ウェブサイト、Locipo、スポーツナビでライブ配信した後、後半戦をCBCテレビをキーステーションに、TBS系列28局で同時ネット放送。3日目は生中継（但し延長対応は無し）[注釈 47]、最終日は録画中継[注釈 48]。コメンタリー陣を以下に記す。

予選ラウンド
- 解説：倉本昌弘
- ラウンド解説：牧野裕、田中秀道
- 実況：光山雄一朗
- リポーター：若狭敬一（初日）、佐藤楠大（2日目）

決勝ラウンド

ネット配信
- 解説：タケ小山（決勝第1日）、進藤大典（最終日）
- 実況：塩見啓一

地上波
- 解説：倉本昌弘
- ラウンド解説：牧野裕、田中秀道
- 実況：西村俊仁
- スペシャルリポーター：ユージ（決勝第1日）、石井亮次（最終日、優勝者インタビューも担当）

- 主催・制作局のCBCテレビでは、上記全国ネットに加え、前年度大会のハイライトと事前特集番組（開催週の深夜に放送）、予選ラウンド（初日・2日目）の中継[注釈 49]、決勝ラウンド（3日目・最終日）の事前番組[注釈 50]、全ラウンドの当日深夜もしくは翌日未明[注釈 51]のハイライト番組、チャンピオンズマッチの中継録画（2014年～2016年）を、全て東海3県ローカルで放送している。
- また、開幕前には『クラウンズへの招待』と題した予告番組が、CBCテレビをはじめTBS系列各局で、早朝・深夜枠を中心に放送される（放送時間は局により異なる）。
- ゴルフネットワークでは「とことん1番ホール生中継」にて、参加全選手の1番ホールの模様を、生中継で行っている。2005年までは前半2日のみだったが、2006年以降は全4日間に拡大した。なお、中継内では上記『クラウンズへの招待』も随時放送される。
- 2009年から2016年までは、TBS系列のゴルフ中継番組では唯一、最終日の放送が17時を跨ぐ編成となっている[注釈 52]。
  - きっかけは2009年で、この年は第50回大会を記念し、決勝ラウンド2日間を例年の2時間から2時間半と30分拡大した。最終日は15:00-17:24の放送になり、その影響で『鋼の錬金術師 FULLMETAL ALCHEMIST』と『THE NEWS』が30分繰り下げされ、『THE世界遺産』は休止になった。
  - 2010年は決勝2日間は2時間の放送に戻ったが、最終日は15:30からの放送の為、前年と同じく『鋼の錬金術師 - 』と『Nスタ』が繰り下げられ、『THE世界遺産』は休止になった。
  - 2010年は中部日本放送では午前に放送された最終日の事前番組『石川遼 王冠への戦い』の前半30分パート（VTR）がTBSテレビ他一部の局でも遅れネット（15:00 - 15:30）で放送された。中部日本放送では前半パート終了後に現地からの生中継（東海3県ローカル）に接続され、前半パートを放送した局はそのまま中部日本放送からの裏送りによる最終日の中継（全国ネット）に接続された。
  - 2011年から2016年までは最終日の中継が15:00-17:24の放送（但し前半30分がCBCテレビ他一部地域のみのネットとなり、全国ネットは15:30から。例外もあり）と固定されており、アニメ枠と『Nスタ』を繰り下げ、『THE世界遺産』（2015年3月まで）→『世界遺産』（2015年4月から）が休止となっていた。
  - 2014年は第55回大会を記念し、決勝ラウンドの放送時間が第50回と同様に2時間30分となった（『ハイキュー!!』と『Nスタ』は繰り下げ、『THE世界遺産』は休止）。また55回大会を記念して4月29日に行われた歴代優勝者による「チャンピオンズマッチ」の模様を最終日翌日の5月5日に東海3県ローカルで録画放送された。
  - 2017年以降、最終日の中継は15:00-16:54の放送となった。
  - 2019年は60回記念大会として決勝ラウンドは2時間30分の放送となった。但し最終日の中継は2017年より17時跨ぎの編成を取り止めた関係で14:30-16:54に放送された。また、予選ラウンドの中継（2019年5月2・3日）では13:55-15:49の時間帯においてCBC制作の『ゴゴスマ』の放送をCBCテレビの放送圏（愛知・岐阜・三重）で中日クラウンズの中継の為休止した一方で、TBSテレビなど番販ネット局向けに通常放送する異例の対応を取った。
  - 2020年は最終日の予定だった5月3日にCBCテレビ（東海ローカル）で「クラウンズスペシャル～取り戻そう！みんなの笑顔を～」放送。他ネット局は『JIN-仁-』再編集版などで放送されず。なお「クラウンズスペシャル～」は放送後1週間限定でLocipoで見逃し配信された。
  - 2年ぶりに開催された2021年も、2019年同様『ゴゴスマ』の裏送りを行った（4月29日はプロ野球中継を放送したRKB毎日放送・中国放送を除く）。なお、IBC岩手放送の公式ホームページの電子番組表では、当初誤ってCBCローカルであるはずの本大会の予選ラウンド中継が15:40飛び降りで掲載され（5月1・2日の決勝ラウンドは全国ネットのためIBC岩手放送でも放送）、その後改めて裏送りの『ゴゴスマ』に訂正されていた。
  - 新潟放送では本番組の関係上、土曜日の『ワンダフル競馬』が放送できないため、代わってNST新潟総合テレビ（フジテレビ系列）が『NSTみんなのKEIBA』を放送する。
  - テーマ曲にメイナード・ファーガソン「Hollywood」が使われていた時期がある。なお本曲は日本テレビ系「全国高等学校クイズ選手権」や岐阜放送「電リク大行進」でも使われていた。

### エリア放送
2015年と2016年の開催時、CBCテレビによりホワイトスペースを利用するエリア放送が実施された。
会場内に地上一般放送局が設置されていた。
| 免許人             | 局名               | 呼出符号     | 物理ch | 周波数        | 空中線電力 | ERP  | 業務区域                       |
| ------------------ | ------------------ | ------------ | ------ | ------------- | ---------- | ---- | ------------------------------ |
| 株式会社 CBCテレビ | CBC和合 エリア放送 | JOXZ6AU-AREA | 52ch   | 707.142857MHz | 110mW      | 10mW | 名古屋ゴルフ倶楽部・和合コース |
| 株式会社 CBCテレビ | CBC和合 エリア放送 | JOXZ6AV-AREA | 52ch   | 707.142857MHz | 60mW       | 10mW | 名古屋ゴルフ倶楽部・和合コース |